# 旅行者路径
旅行者路径（義大利語：Sentiero del Viandante）是意大利伦巴第大区的一条徒步路径，位于科莫湖的东岸。该路径始于萊科省阿巴迪亚拉里亚纳市镇的圣马丁教堂附近，止于松德里奧省皮安泰多市镇的瓦尔波佐圣母玛利亚教堂，全長45（28英里）。
科莫湖岸的旅行者路径被称为是优美的徒步路径。当年达芬奇从贝拉焦乘船抵达列纳，并在科莫湖岸停留，他经常在列纳和曼代洛-德尔拉里奥之间的路段上行走。
该徒步路径源于古罗马时期，最初时从米兰一直延申至瑞士边境。1989年莱科省开始清理并修复该路径，并在1992年取名为“旅行者路径”。现在它称为意大利北方一条深受欢迎的徒步路径。

## 圖片集

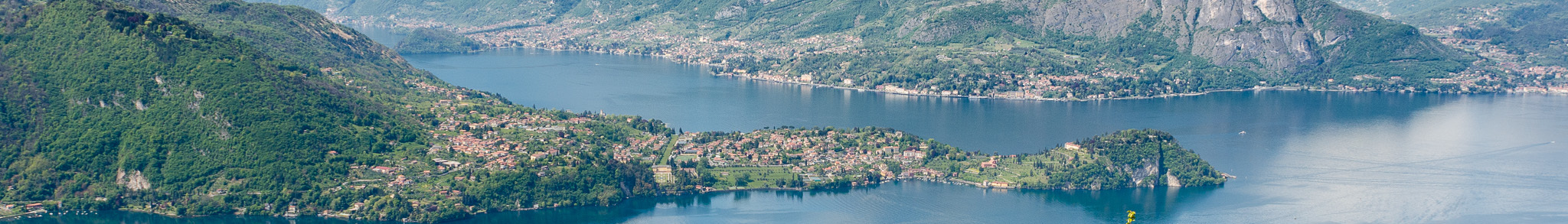
从列纳眺望贝拉焦半岛